# TOXicology Data NETwork
TOXicology Data NETwork (engl., TOXNET) war eine Meta-Datenbank aus den Bereichen Toxikologie, Gefahrstoffe, Umweltschutz und benachbarten Fachgebieten. Der Datenbank-Cluster wurde im Rahmen des Toxikologie und Umweltschutz Information Programms (TEHIP) in der Abteilung Spezialisierte Informationsdienste (SIS) der nationalen medizinischen Bibliothek der USA (United States National Library of Medicine, NLM), betrieben.
Am 16. Dezember 2019 wurde der Betrieb eingestellt. Die Inhalte wurden in andere Dienste wie PubMed, Bookshelf und PubChem überführt.
TOXNET bot über ein Webschnittstelle einen freien Zugang zu folgenden Fachdatenbanken, die zentral (gleichzeitig) durchsucht werden können:
- HSDB (Hazardous Substances Data Bank)
- IRIS (Integrated Risk Information System)
- ITER (International Toxicity Estimates for Risk)
- CCRIS (Chemical Carcinogenesis Research Information System)
- GENE-TOX (Genetic Toxicology)
- Tox Town
- Household Products Database
- Haz-Map
- TOXMAP
- LactMed (Drugs and Lactation)
- TOXLINE – Toxicology Bibliographic Information
- DART/ETIC (Development and Reproductive Toxicology/Environmental Teratology Information Center)
- TRI (Toxics Release Inventory)
- ChemIDplus (Chemical Identification)